# Romana Schrempf
Romana Schrempf (* 24. November 1986 in Schladming) ist eine ehemalige österreichische Biathletin und Skilangläuferin.
Romana Schrempf startete für den WSV Ramsau. Zur Saison 2002/03 bestritt sie ihre ersten internationalen Skilanglaufrennen im Rahmen des Continental-Cups und in FIS-Rennen, später auch im Skilanglauf-Alpencup. Bei den FIS-Skijunioren-Weltmeisterschaften in Stryn wurde die Österreicherin 2004 in Freistilrennen 18. über 5 Kilometer und 26. im Sprint. 2007 gewann Schrempf in Eisenerz ein FIS-Rennen über 10 Kilometer Freistil. National gewann sie in Kitzbühel 2007 über 15 Kilometer Freistil hinter Kateřina Smutná den Vizemeistertitel und in Hochfilzen Silber über 10 Kilometer und in der Verfolgung und Bronze im Sprint. Bei den nationalen Meisterschaften 2008 holte sie im Sprint, über 5 und 15 Kilometer Silber. 2011 trat sie in Obertilliach mit der Steiermarker Skilanglaufstaffel an und gewann dort Silber.
Zur Saison 2009/10 wechselte Schrempf vom Langlauf zum Biathlon. Ihr internationales Debüt gab sie hier im Rahmen des IBU-Cups in Idre, bei dem sie in ihrem ersten Sprintrennen 59. wurde. Zum Auftakt des Weltcups debütierte sie 2009 auch in der höchsten Rennserie des Biathlons. In Östersund lief sie auf den 95. Platz im Sprint und nahm mit Iris Waldhuber, Ramona Düringer und Kerstin Muschet an der ersten Frauenstaffel Österreichs im Weltcup teil und belegte mit ihren Mitstreiterinnen den 17. Platz. In Hochfilzen erreichte sie mit einem 88. Platz in einem Sprintrennen ihre bis dahin beste Platzierung in einem Weltcuprennen. National gewann sie bei den Österreichischen Meisterschaften im Biathlon 2010 in Hochfilzen aus Skirollern im Einzel hinter Waldhuber und Muschet die Bronzemedaille.
Zum Auftakt des Weltcups 2011/12 in Östersund belegte Romana Schrempf im Einzel den 26. Platz und gewann ihre ersten Punkte im Weltcup. In Hochfilzen konnte sie ihre Bestleistung wenig später in der Saison bei einem Sprintrennen bis auf Rang 21 verbessern.
Nach der Saison 2012/13 beendete Schrempf ihre Karriere.

## Biathlon-Weltcup-Platzierungen
Die Tabelle zeigt alle Platzierungen (je nach Austragungsjahr einschließlich Olympische Spiele und Weltmeisterschaften).
- 1.–3. Platz: Anzahl der Podiumsplatzierungen
- Top 10: Anzahl der Platzierungen unter den ersten zehn (einschließlich Podium)
- Punkteränge: Anzahl der Platzierungen innerhalb der Punkteränge (einschließlich Podium und Top 10)
- Starts: Anzahl gelaufener Rennen in der jeweiligen Disziplin
- Staffel: inklusive Mixed- und Single-Mixed-Staffeln

| Platzierung | Einzel | Sprint | Verfolgung | Massenstart | Staffel | Gesamt |
| ----------- | ------ | ------ | ---------- | ----------- | ------- | ------ |
| 1. Platz    |        |        |            |             |         |        |
| 2. Platz    |        |        |            |             |         |        |
| 3. Platz    |        |        |            |             |         |        |
| Top 10      |        |        |            |             | 1       | 1      |
| Punkteränge | 3      | 5      |            |             | 14      | 22     |
| Starts      | 9      | 24     | 6          |             | 14      | 53     |